# Сексуальний ритуал
Сексуа́льний ритуа́л —  сакральний сексуальний акт, метою якого можуть бути підношення божествам, набуття нових сил і якостей, досягнення добробуту тощо. Подібні обряди бувають щоденні та святкові. 

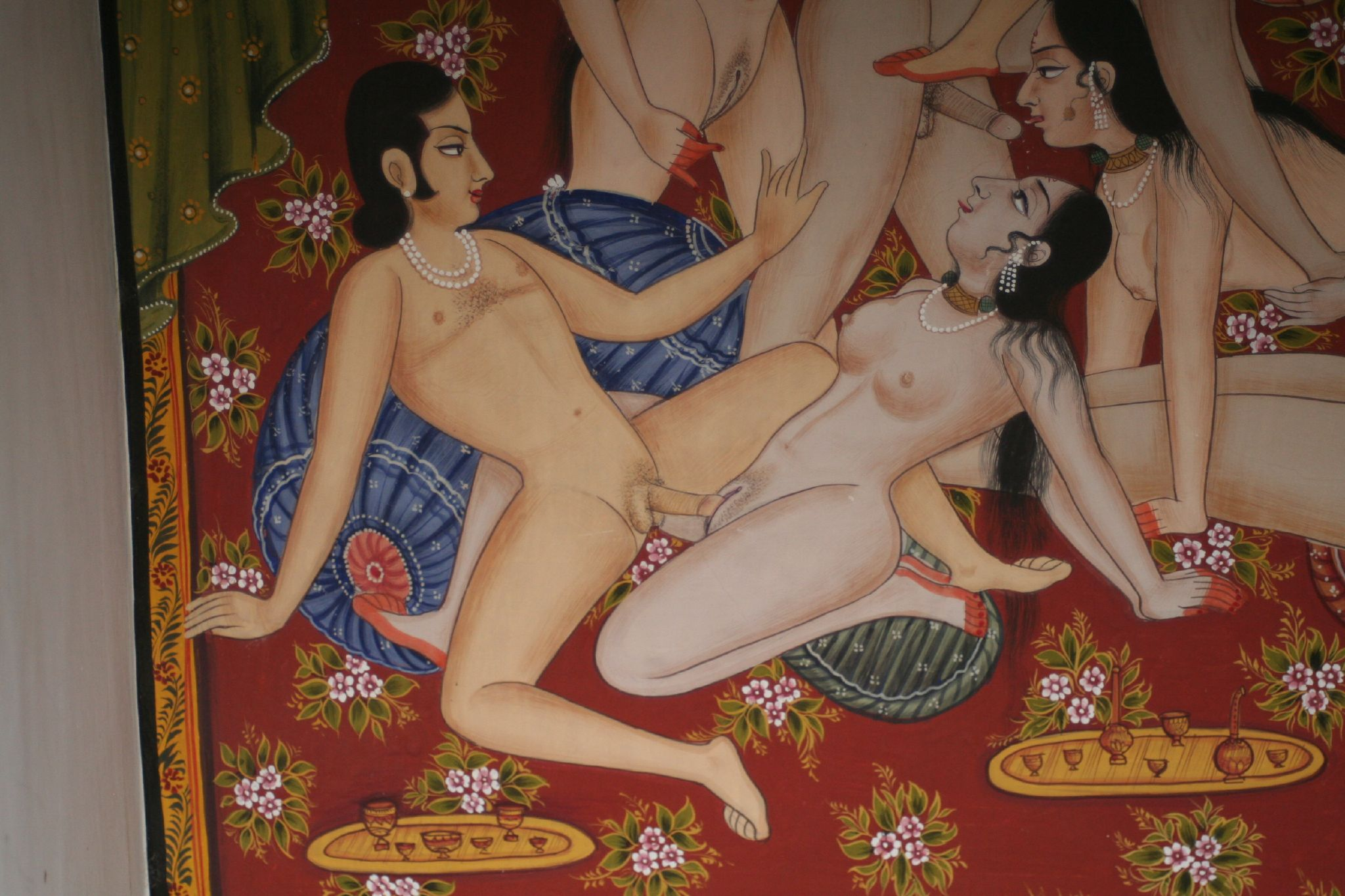
Ілюстрація із Камасутри

Сексуальні ритуали діляться на дві категорії: природні — які походять від еволюційних інстинктів розмноження, а потім інтегруються в суспільство, та розроблені, що включають такі аспекти, як шлюбні обряди, танці тощо.
Іноді сексуальні ритуали сильно формалізовані, є частиною релігійної діяльності. Наприклад, у випадках ієрогамії, храмової проституції ієродул і ордену Східних тамплієрів.

## Ритуали в індійській тантрі
У традиційній індійській тантрі сексуальний ритуал називається майтгуна. Тантра — система, метою занять якої є досягнення духовного екстазу, який збільшує знання, розширює свідомість, сприяє розумінню світу природи. Тантра відточує почуття, розвиває здатності проникнення й почування. Засіб досягнення мети тантри — сексуальне задоволення, а на підготовчому етапі — спеціальні фізичні і психічні вправи. Тантра сприяє омолодженню тіла і розуму партнерів.
Тантра сприяє тривалості статевого контакту (від введення до оргазму) — від півгодини до півтори години, більшій насолоді і надзвичайній силі оргазму.
Тантра і йога мають багато спільного і є завершеними психофізичними системами, спрямованими на фізичне і духовне вдосконалення людини (тому замість «тантра» можна застосовувати термін «тантра-йога»). У кожній з них є кілька шляхів досягнення мети (а мета у них однакова — досягнення духовного екстазу, тобто насамкінець усвідомлення єдності всього сущого): у йозі — через діяльність, знання, любов до Бога, психічні вправи; у тантрі — через звуки, зорові образи, статеві зносини (статеві зносини є в тантрі найефективнішим засобом досягнення мети).

## Ритуали у тантричному буддизмі
У тантричному буддизмі Ваджраяни сексуальні ритуали називають Яб-Юм (Яб-Юм це партнер божества, або пара)[джерело?]. Групові ритуали можуть зватись ганачакра, ганапуджа, цог. Кармамудра (помилково: камамудра) — це метод Ваджраяни, буддійської сексуальної практики з фізичним або візуалізованим партнером. Коли партнер візуалізований — це джнянамудра.

## Ритуали давніх слов'ян
У Маврикія Стратега, візантійського історика, здивування викликав улюблений слов'янами спосіб злягання — у воді: на озерній або річковій обмілині, а то й наплаву серед широкої річки.
Здивувався Маврикій і тому, що слов'янська молодь ще до шлюбу розважалася груповим сексом під час свят. У язичницькій Русі-Україні еротичні обряди були дуже популярні. У свято Івана Купали члени громади роздягалися і бігали по лісах, вступаючи в злягання, хто з ким хоче.
З прийняттям Руссю-Україною християнства язичництво нікуди не поділося. Ось слова, якими церковні очевидці ХІ століття описували, що відбувалося на Івана Купалу: «позорованіе», «скакання», «многовертімое плясаніе», «позорище», «ігрища неподобні», а ритуальний секс на зораному полі був поширений серед русько-українського селянства ще і в XIX столітті. Обряди супроводжувалися вживанням галюциногенів — «священних трав» і часникового настою, який пили під час несамовитого ритуального танцю. Трави збирав тільки ватажок — чаклун, який і керував купальськими «ігрищами».
Однак все це робилося не для розпусти, а виключно для користі — у цьому разі секс мав виключно магічне значення і обов'язково поєднувався з ритуалами під управлінням жерців-чаклунів. Однак обмеження на секс все-таки існували. Наприклад, вибирали собі пару і стрибали через багаття, взявшись за руки, але ніколи не стрибали відразу втрьох.
Статевий акт на свіжозораному полі — звичайний селянський ритуал, що існував до кінця XIX. Перемагаючи силу смерті, відроджується кожен рік природа, засіваються в надії на хороший урожай поля. У символічному плані оранню поля відповідає статевий акт — теж у своєму роді «орання» і «засівання». Ритуальний секс русько-українського селянина повинен був надати сільськогосподарському процесу необхідну динаміку.

## Ритуали в інших культах
Також важливе значення мають сексуальні практики у даосизмі, тантричних практиках вішнуїзму (так званої школи Сахаджа), серед адептів Ната Сіддха і в багатьох інших місцях. У другій книзі своєї «Історії» Геродот пише таке: «Єгиптяни першими ввели заборону на злягання з жінками всередині храму.»
Майже всі народи, за винятком єгиптян і греків, займаються любов'ю в храмах… "Існують відомості про подібні екстатичні практики у Древній Греції в культі Діоніса (вакханалія), у вікка, серед послідовників Алістера Кроулі.
У сучасній Європі перша цілеспрямована спроба використовувати подібні ритуали була зроблена Орденом Східних тамплієрів — окультною групою, яка була створена на рубежі XIX–XX ст. австрійським багачем Карлом Кельнером (пом. 1905). Кельнер був масоном, багато подорожував і вивчав індійську і арабську сексуальну магію.
В Ордені Східних тамплієрів практикували сексуальну магію у всіх мислимих формах: аутоеротичної, гомосексуальної і гетеросексуальної. Остання включала в себе статевий акт з незайманими і жінками під час менструації, ритуальний проміскуїтет і еротокоматозну ясність — особливий прийом ініціації, при якому двоє і більше адептів (адепток) доводили неофіта до повного сексуального виснаження: вважалося, що в цьому стані він набуває здатність до сприйняття інших реальностей.
Ордені Східних тамплієрів існує досі: багато його груп в Англії, Німеччині, Швейцарії та Сполучених Штатах Америки заперечують один у одного свої «права на спадщину».
Велике Боже Братство, що виникло в 80-ті роки і, ймовірно, відділилось від ордена, надає сексуальній магії першочергового значення. Три ступені посвяти «Братства» також мають яскраво виражений сексуальний характер:
1. Альфаїзм. Полягає в дотриманні так званої магічної цнотливості, при якому вся еротична активність і всі статеві зносини мають характер релігійного обряду і ритуалу. Від послушника потрібно навіть «цнотливість помислів»: йому дозволяється думати про секс і віддаватися еротичним мріям тільки в момент злягання.
2. Діанізм. Наказує статевий зв'язок із затриманням сім'явиверження. Діаністний статевий акт потрібно здійснювати в темряві, щоб звести до мінімуму емоції і особисті пристрасті. Учасник повинен усвідомити, що з'єднується з «божественною коханкою».
3. Кодош. На цьому ступені дозволяється доводити статевий акт до його кульмінації (еякуляції і оргазму). «Втрата» сімені вже не вважається згубною, а розцінюється як «жертвоприношення».

Загалом сексуальна магія, зародившись в глибоку давнину, існує, застосовується і розвивається донині.

## Ритуали на Півночі
У багатьох північних народів існує практика сексуальної гостинності. Проте в коротку теплу пору року більшість племен влаштовує свято родючості, яке в тому або тому вигляді є практично у всіх народностей, що живуть за полярним колом. 
Суть свята аналогічна ритуальним зляганням більш південних народів — зустріч богів і жертвоприношення їм шляхом загального сексу після певних танців і співів. 
Що трохи відрізняє північні сексуальні ритуали, так це практично обов'язковий інцест під час свята, суворо заборонений в усі інші пори року. Чоловіки племені зобов'язані спершу лежати з власними матерями, потім з їх сестрами і так далі до нижчого ступеня споріднення та віку. У такій організації ритуалу можна угледіти якусь фізіологічно виправдану логіку, що дозволяє реалізувати свої сексуальні потреби і старшим жінкам племені, і молодим дівчатам отримати собі в сексуальні партнери найбільш сексуально сильних і досвідчених партнерів.

## Ритуали в Африці
Саме в тих громадах, які до нашого часу продовжували жити як їх віддалені предки, слід шукати початкові форми ритуалів, що зберегли у цивілізованих народів лише символічний сенс (здебільшого).
У племені Йоруба (Південна Нігерія) церемонія ритуального злягання починається союзом між жрецем і жрицею. Після цього всі інші учасники ритуалу розбиваються по парах і займаються сексом в затишних куточках; партнери періодично змінюються. Обов'язок кожного чоловіка лежати з якомога більшою кількістю жінок племені.
В одній із сект племені Балуба кожна жінка повинна віддатися поспіль всім чоловікам, присутнім на церемонії.

### Танець Великого вождя у бушменів
Під час цього ритуального танцю жінки утворюють коло, а вождь (мудрець, чаклун, маг, бог) розташовується в його центрі.
Перед ритуальним зляганням вождь стає рачки, підстрибує і виє в такому положенні, наслідуючи тварин. Танцівниці тим часом намагаються прийняти найспокусливіші і відверті пози.
Після деякого часу вождь кидається на ту, яка найбільшою мірою досягла успіху в його звабленні. Під оплески публіки і чоловіка обраної жінки він сполучається з нею.
Після цього танець поновлюється, вождь знову займає своє місце в центрі кола, і через деякий час стрибає на наступну танцівницю.
Танець продовжується до тих пір, поки не вичерпаються партнерки. Якщо вождь слабшає, це привід для зміни влади в племені.

### Мо-кома
У бушменів практикується ще один священний танець, який має тривати протягом цілої ночі, — це мо-кома.
Під час виконання мо-кома, чи танцю крові, жінки й чоловіки — через одного — утворюють коло, стаючи в потилицю один одному. Їхні рухи — безладні стрибки і фрикції, супроводжувані нерозбірливими криками і дряпанням.
Знесилені чоловіки, вкриті потом і кров'ю, зрештою падають на землю, а жінки приводять їх до тями, підстрибуючи на їх тілах і насаджуючись на чоловічі члени в ритуальних зляганнях.
Цей непристойний танець містить кілька характерних магічних елементів: транс, тварина — божество, коло, ритуальне злягання.

## Свято в Індії
Луї Жакомо, мандрівник другої половини XIX століття, розповідає, як в одному невеликому селі на березі Гангу він був свідком ритуального злягання на релігійному святі, під час якого «чоловік і жінка віддавалися любовним утіхам на очах у всіх присутніх. Потім, — продовжує він свою розповідь, — з'явилося тридцять танцівниць, абсолютно голих, покритих краплями поту. Пролунала якась команда, і вони утворили коло, розгойдуючи при цьому стегнами і трясучи головами і руками, а в центрі кола виявилися три нерухомі танцівниці».
І далі, судячи з опису, учасники злягалися всім селом, причому по кілька чоловік відразу.

## Ритуал Нгуйятун
У арауканів (Чилі), які до епохи колонізації Південної Америки ходили оголеними, існує церемонія, так звана нгуйятун, що зберегла всі характеристики обрядів корінних народів, включаючи ритуальне злягання.
Церемонія відбувається на відкритому повітрі і включає в себе входження народу в транс, приношення в жертву священної тварини, пролиття її крові, трапезу, а також процесію у формі ритмічного танцю, яка повинна пройти навколо вівтаря вісімдесят разів під акомпанемент барабанів і бубнів.
Як і скрізь в Америці, серце у жертви виривається і стає об'єктом церемоніалу. І хоча ритуальне злягання, яке колись фігурувало у цій церемонії, зникло під впливом місіонерів і цивілізації, за позами і рухами учасників церемонії можна можна зробити висновок про види і способи сексуальної взаємодії в первинному варіанті.

## Інші види ритуальної сексуальності
Ритуальна мастурбація — є дуже поширеним явищем в різних культурах усіх часів, за винятком юдаїзму, християнства та ісламу. Мастурбація (правда, без еякуляції) застосовується як засіб активізації енергії Ци у Даосів, про що пише зокрема Лю Гуань Юй у книзі «Даоська Йога. Алхімія і безсмертя», Мантек Чіа у своїх книгах «Активізація чоловічої (жіночої) сексуальної енергії» рекомендує контрольовану мастурбацію як обов'язковий елемент загального підвищення сексуального потенціалу. Різні форми групової ритуальної мастурбації застосовуються в ламаїстських монастирях тибетськими ламами, зокрема як метод створення на основі сексуальної енергії потужних егрегорів і сутностей. У індуїстському тантризмі жіноча мастурбація є обов'язковим елементом тантричної ритуальної практики. У всіх стародавніх матріархальних, землеробських культурах обряди мастурбації, одиночної або колективної були магічним методом збільшення врожайності під час сівби. У стародавніх культурах групова мастурбація жінок, чиї чоловіки пішли на війну і затрималися там, була засобом припинення війн. У багатьох окультних системах ритуали мастурбації були способом встановлення енергетичного контакту з Богом або Богинею. Чоловіки приносили скульптурі Богині як жертвопринесення сперму, яка, до речі, виливалася на лоні Богині.
У первісному суспільстві мастурбації надавався сакральний характер, вона зв'язувалася з природним достатком, відбувалися публічні акти мастурбації, як наприклад, ритуальні мастурбації фараонів Єгипту в Ніл.
Танець, що виконується чоловіком і жінкою, який імітує злягання, — звичайне дійство у багатьох племен і народів. Ритуальні еротичні танці повинні інтерпретуватися як жест поклоніння певним еротичним божествам.
Знаменитий танець живота, поза всяким сумнівом, колись був частиною релігійного ритуалу стародавніх народів Близького Сходу.